# Mount Bona
Mount Bona je stratovulkán na jihovýchodě Aljašky, u východního konce Wrangellova pohoří, ve Spojených státech amerických.
Je součástí pohoří sv. Eliáše a leží na území Národního parku Wrangell-St. Elias.
S nadmořskou výškou 5 029 m
je Mount Bona čtvrtý nejvyšší vrchol ve Spojených státech a desátý nejvyšší v Severní Americe. Je také nejvyšším vulkánem ve Spojených státech a čtvrtým nejvyšším v Severní Americe (po mexických vulkánech Pico de Orizaba, Popocatépetl a Iztaccíhuatl). Mount Bona je celá pokryta ledovci a ledovými poli.